# Zhongshu
Zhongshu (kinesiska: 中枢) är en häradshuvudort i Kina. Den ligger i provinsen Yunnan, i den sydvästra delen av landet, omkring 130 kilometer sydost om provinshuvudstaden Kunming. Antalet invånare är 91 750.
Runt Zhongshu är det ganska tätbefolkat, med 185 invånare per kvadratkilometer. Det finns inga andra samhällen i närheten. Trakten runt Zhongshu består i huvudsak av gräsmarker.
Genomsnittlig årsnederbörd är 1 158 millimeter. Den regnigaste månaden är juni, med i genomsnitt 251 mm nederbörd, och den torraste är februari, med 18 mm nederbörd.